# Doc (serie de televisión de 2020)
Doc (Doc - Nelle tue mani) es una serie de televisión italiana creada por Jan Maria Michelini y Ciro Visco y transmitida desde el 26 de marzo de 2020 en el Rai 1.
En Francia, se emite desde 6 de enero de 2021 en TF1.

## Sinopsis
Tras un intento de asesinato, Andréa Fanti, jefe de medicina interna del Policlinico Ambrosiano de Milán, pierde la memoria de sus últimos doce años. Continúa ejerciendo como consultor e investiga su accidente. Lucha por recuperar su independencia. Reconstruye su vida pasada, presente y futura a partir de los pocos recuerdos que le quedan y del testimonio de sus familiares y compañeros.
Tras su accidente, tendrá que volver a aprender a vivir en un mundo en el que todo ha cambiado en unos años.

## Reparto
- Luca Argentero como el Dr. Andrea Fanti, protagonista y exdirector del departamento de medicina interna del Policlínico Ambrosiano. Previo a su incidente, era un médico con poco contacto con pacientes y colegas, pero con un buen ojo clínico para detectar enfermedades, esta antipatía social la desarrolló a causa de sentirse responsable por la muerte de su hijo Mattia, lo que también le costó su matrimonio con Agnese. Posterior al ataque, Andrea se volvió lo sociable que era previo al fallecimiento de Mattia, centrando su método de diagnóstico en las entrevistas personales con los pacientes, pero rozando la obsesión con determinados casos al quedar afectada su corteza prefrontal.
- Matilde Gioli como la Dra. Giulia Giordano. Médica auxiliar del departamento y en principio nuevo interés amoroso de Andrea. Fue una de las primeras residentes a cargo de Andrea cuando él se volvió director del departamento. Luego del ataque a Andrea, éste no recordaba su relación con ella, lo que la llevó a decepcionarse, encontrando refugio en Lorenzo. Durante la Pandemia de COVID-19 fue la segunda infectada, perdiendo en el proceso a Lorenzo y al hijo que ambos esperaban. Se convierte en jefa de departamento durante la pandemia y hasta la llegada de Cecilia
- Gianmarco Saurino como el Dr. Lorenzo Lazzarini. Médico del departamento, al principio era mujeriego, por temor a tener una relación seria, aparte de ser sobreprotector con su hermana, la cual padece Síndrome de Down. Tras aceptar la relación de su hermana con otro chico similar, Lorenzo inició una relación con Giulia, pero tras contraer COVID-19 siendo el Paciente cero del policlínico, cosa que sus compañeros intentaron ocultar, fallece por Fibrilación ventricular luego de cederle su oxígeno a otra paciente.
- Sara Lazzaro como la Dra. Agnese Tiberi, neuróloga y directora del hospital en licencia, además de ser la exesposa de Andrea. Luego de la muerte de Mattia, queda estéril y se separa de Andrea por su cambio de personalidad, iniciando tiempo después una relación con Davide, afirmándose a pesar de los intentos de Andrea por reconquistarla luego del incidente, adoptando un hijo mientras.
- Simona Tabasco como la Dra. Elisa Russo, becaria y exresidente. Incisiva y de personalidad intensa, por otro lado es responsable de una guardería de perros callejeros, lo cual es su método de relajación. Se vinculó sentimentalmente con Gabriel, hasta enterarse del objetivo de vida de él. Durante la pandemia, conoció a Massimo del cual inmediatamente se enamoró para tratar de olvidar a Gabriel, quedando decepcionada de su verdadera ocupación.
- Raffaele Esposito Como el Dr. Marco Sardoni, el prolongado rival de Andrea como aspirante a jefe del departamento. A diferencia de él, Marco tiene menos escrúpulos a la hora de competir. Es en parte responsable del incidente que daño a Andrea al prescribir un medicamento no aprobado producido por el laboratorio de su esposa. Pese a esto, es nombrado jefe de departamento tras la incapacidad de Andrea, y buscaba deshacerse definitivamente de él, intentando declararlo incompetente. Finalmente se entrega y es detenido y expulsado.
- Pierpaolo Spollon como el Dr. Riccardo "Ricky" Bonvegna, en principio residente y luego interno. Fue uno de los primeros pacientes de Andrea como jefe de departamento, quien detectó una infección en su pierna a tiempo antes de que lo matara, a costo de perder el miembro. En agradecimiento, estudió medicina y entró al policlínico, ocultando su discapacidad por miedo a ser rechazado. Se hace novio de Alba, intentando ser su pilar afectivo tras la muerte de su madre, aunque con contratiempos.
- Alberto Boubakar Malanchino: Como el Dr. Gabriel Kidane, becario. Con un pasado difícil, huyendo de las crisis en Etiopía y de un campo de esclavitud, se hizo médico para algún día volver y fundar un hospital en su tierra. Pero esto se complica porque se enamora de Elisa, debiendo igualmente suspender su relación al revelarle su objetivo. Durante la pandemia su exprometida de Etiopía quiso visitarlo, cayendo enferma y falleciendo en sus brazos, lo que provocó en Gabriel crisis de pánico y fingir estar infectado para afrontar en su casa el dolor, intentando suicidarse además cuando finalizó su beca antes de volver a Etiopía
- Silvia Mazzieri Como la Dra. Alba Patrizi, interno. Es la hija de la jefa de cirugía del policlínico, la cual no la creía capaz de desempeñarse en su departamento, rechazando sus constantes intentos de entrar al mismo. Animada por Andrea y Ricky, logra impresionarla en una reunión, enfrentándola por primera vez. Desde ese entonces mejoraron su relación hasta que su madre fallece por Covid-19 en sus brazos. Consolida su relación con Ricky, pero con vaivenes.
- Beatrice Grannò Como la Dra. Carolina Fanti, hija de Andrea y Agnese. Sufría de Bulimia por considerarse responsable de la muerte de su hermano Mattia al no avisar que se había intoxicado. Tras ser curada por su padre, se recibe de médica, ingresando al policlínico por decisión de Agnese, en contra de su voluntad, durante la pandemia. Durante ese periodo se enamoró de Ricky, siendo rechazada porque él aún esperaba por Alba, de licencia por duelo. Decidida a pasar al departamento de cirugía, conoce a Edoardo, teniendo una relación hasta que descubre su adicción.
- Elisa Di Eusanio Como la Lic. Teresa Maraldi, jefa de enfermería del departamento de medicina interna. Cómplice de los médicos del departamento, suele aconsejarlos y bromear para levantarles el ánimo. Odiaba a su exmarido por flojo hasta que vio su devoción por los hijos en común. Luego ante el asombro de todos, se vuelve novia de Enrico.
- Giovanni Scifoni Como el Dr. Enrico Sandri, neuropsiquiatra, el mejor amigo de Andrea y su apoyo y orientador tras el incidente. Más que nada, actúa como el limitador de los impulsos de Andrea y mantenerlo dentro de la racionalidad. Inicia su noviazgo con Teresa durante el tratamiento psiquiátrico de una de sus hijas, ocultándolo en un principio hasta al mismo Andrea, quien igualmente sospechaba.
- Alice Arcuri como la Dra. Cecilia Tedeschi, exjefa del departamento de infectología y actual jefa del de medicina interna. Asignada luego de la pandemia como la reemplazante oficial de Andrea y Marco. En el pasado era la rival romántica de Agnese por conquistar a Andrea, habiendo estudiado juntos los tres. Su enfoque de diagnóstico era similar al de Andrea entre la muerte de su hijo y el incidente del disparo, centrándose en los síntomas. Sin embargo, lo salva del despido durante la investigación de la muerte de Lorenzo.
- Marco Rossetti como el Dr. Damiano Cesconi, becario. Ingresa luego de la pandemia ocupando el puesto que dejó Lorenzo tras su muerte. Se acerca a Giulia luego de compartir sus puntos de vista de diagnóstico, pero traiciona supuestamente al grupo de Andrea durante la investigación de la muerte de Lorenzo con el objetivo de salvar a su padre, un enfermero que había cometido una negligencia durante la pandemia.
- Luca Avagliano: Renato

## Producción

### Génesis
La serie está inspirada en la historia real de Pierdante Piccioni, un médico de urgencias que perdió la memoria, en 2013, tras un accidente de coche, volverá a trabajar con cualidades amplificadas, como la empatía, gracias a su accidente.

### Rodaje
El rodaje comienza16 de septiembre de 2019. Entremarzo y abril de 2020, habían sido interrumpidos temporalmente debido a la pandemia de Covid-19 que había obligado a las empresas productoras a cerrar juntas. Iniciojulio 2020, el set ha reabierto, permitiendo que la producción de la serie continúe donde la dejó.
Tiene lugar en Milán y Roma, así como en la pequeña ciudad de esta última, Formello (donde también se encuentran los estudios Lux Vide). Gran parte de la serie se desarrolla en el Policlínico Ambrosiano, una estructura reconstruida en la meseta y ubicada justo en el pequeño municipio romano. Los únicos escenarios reales donde se filma el rodaje son en la Universidad Policlínica del Campus Biomédico y en la Universidad "El Campus Biomédico" en Roma.

## Ficha técnica
- Título original: DOC - Nelle tue mani
- Año: 2020
- Duración: 55 min. por capítulo
- País: Italia
- Dirección: Jan Michelini, Ciro Visco
- Guion: Francesco Arlanch, Viola Rispoli, Francesco Balletta, Valerio D'Annunzio, Daniela Delle Foglie
- Fotografía: Napoleone Carbotta
- Productora: Lux Vide. Distribuidora: RAI, AXN (España), AXN (Latinoamérica), Groupe TF1, Sony Channel, etcétera
- Género: Serie de TV. Drama | Medicina. Basado en hechos reales. Enfermedad

## Capítulos

### Temporada 1 (2020)
| Capítulo | Título (italiano)          | Título (español)               |
| -------- | -------------------------- | ------------------------------ |
| 1        | Amnesia                    | Amnesia                        |
| 2        | Selfie                     | Selfie                         |
| 3        | Niente di personale        | Nada personal                  |
| 4        | Una cosa buona che fa male | Algo bueno que hace daño       |
| 5        | L'errore                   | El error                       |
| 6        | Come eravamo               | Como eramos                    |
| 7        | Like                       | Like                           |
| 8        | Il giuramento di Ippocrate | El juramento de Hipócrates     |
| 9        | In salute e in malattia    | En la salud y en la enfermedad |
| 10       | Quello che siamo           | Aquello que somos              |
| 11       | Cause ed effetti           | Causa y efecto                 |
| 12       | L'imprevisto               | El imprevisto                  |
| 13       | Egoismi                    | Egoismos                       |
| 14       | Perdonare e perdonarsi     | Perdonar y perdonarse          |
| 15       | Veleni                     | Venenos                        |
| 16       | Io ci sono                 | Yo estoy                       |

### Temporada 2 (2022)
La segunda temporada está compuesta de 16 capítulos de 55 min. por episodio.
En estos nuevos episodios de la serie Doc y sus compañeros se enfrentarán a la emergencia del Covid-19. Pero no se centrará la trama en la fase crítica de la pandemia sino en la vuelta a la normalidad. La serie contará cómo todos tienen que comenzar de nuevo tras esta terrible pandemia.
En la segunda temporada contará con el reparto inicial como el protagonista el doctor Andrea Fanti, al que da vida el actor Luca Argentero, Riccardo Bonvenga por Pierpaolo Spollon, la doctora Giulia Giordano, papel interpretado por la actriz Matilde Gioli, la doctora Agnese Tiberi por Sara Lazzaro, entre otros.
Además la segunda entrega contará con nuevos actores como Alice Arcuri, Marco Rossetti y Gaetano Bruno, que se unirán al elenco de la anterior temporada.

### Temporada 3 (2024)
La tercera temporada está compuesta de 16 capítulos.